# Euprosthenopsis vachoni
Euprosthenopsis vachoni is een spinnensoort in de taxonomische indeling van de kraamwebspinnen (Pisauridae).
Het dier behoort tot het geslacht Euprosthenopsis. De wetenschappelijke naam van de soort werd voor het eerst geldig gepubliceerd in 1977 door Blandin.